# Israel Horovitz
Israel Horovitz, född 31 mars 1939 i Wakefield, Massachusetts, död 9 november 2020 i New York, var en amerikansk dramatiker, regissör, manusförfattare och skådespelare.

## Tidiga år
Horovitz var av judisk börd och föddes i Wakefield, Massachusetts. Vid sjutton års ålder skrev han sin första pjäs - The Comeback - som sattes upp på Suffolk University.

## Teater
Horovitz har skrivit över 70 pjäser. Många av dessa har översatts och spelats på över 30 språk. Några av Horovitz mest kända pjäser är Line, Park Your Car in Harvard Yard, The Primary English Class, The Widow's Blind Date, What Strong Fences Make, och The Indian Wants the Bronx. Den sistnämnda belönades med en Obie Award for Bästa Pjäs, och originalensemblen innehöll bland andra John Cazale and  Al Pacino.
Horovitz är bosatt i USA och i Frankrike, där han ofta regisserar franskspråkiga uppsättningar av sina pjäser. På sin 70-årsdag hedrades han av den franska staten, och utsågs till Commandeur dans l'Ordre des Arts et des Lettres. Genom tiderna är han den mest spelade amerikanske dramatikern i Frankrike.
1975 grundade Horovitz New York Playwrights Lab, och 1979 grundade han Gloucester Stage Company i Gloucester, Massachusetts, och var där konstnärlig ledare i 28 år. Horovitz är också medlem i The Actors Studio.

## Film
Israel Horovitz manus till filmen Author! Author! är en till stor del självbiografisk beskrivning av en dramatiker som får ett teaterstycke uppsatt på Broadway. Andra filmer som han skrivit manus till är Sunshine, 3 Weeks After Paradise, James Dean och The Strawberry Statement.

## Filmografi

### Manusförfattare
| År   | Film                                                                                   | Roll                       | Anm.                                     |
| ---- | -------------------------------------------------------------------------------------- | -------------------------- | ---------------------------------------- |
| 1969 | Machine Gun McCain                                                                     | Dialog som Israel Horowitz |                                          |
| 1969 | ITV Saturday Night Theatre (TV-serie) - "It's Called the Sugar Plum"                   | Författare                 |                                          |
| 1970 | The Strawberry Statement                                                               | Filmmanus                  | Prix du Jury, Cannes Film Festival, 1970 |
| 1971 | NET Playhouse (TV-serie) - "Foul!/Actor's Choice" (Segment: "Play for Trees")          | Författare                 |                                          |
| 1971 | Believe in Me                                                                          | Filmmanus                  |                                          |
| 1981 | La Poube (TV-film)                                                                     | Författare                 |                                          |
| 1982 | Author! Author!                                                                        | Dramatiker                 |                                          |
| 1991 | The General Motors Playwrights Theater (TV-serie) - "Its Called the Sugar Plum" (pjäs) | Författare                 |                                          |
| 1997 | North Shore Fish (TV-film)                                                             | Filmmanus                  |                                          |
| 1999 | Sunshine                                                                               | Medförfattare, filmmanus   | European Academy Award - Bästa filmmanus |
| 2001 | James Dean                                                                             | Författare                 |                                          |
| 2002 | 3 Weeks After Paradise                                                                 | Regissör och skådespelare  |                                          |
| 2007 | Rats (video, kortfilm)                                                                 | Författare                 |                                          |
| 2007 | "Security" (kortfilm)                                                                  | Författare                 |                                          |
| 2009 | New York, I Love You (bearbetning/segment: "Jiang Wen", "Shunji Iwai")                 | Översättning               |                                          |
| 2014 | My Old Lady                                                                            | Regissör och skådespelare  |                                          |